# Franz Murer
Franz Murer, född 24 januari 1912 i Sankt Georgen ob Murau, Österrike-Ungern, död 5 januari 1994 i Gaishorn am See, Österrike, var en tysk SS-Oberscharführer. Under andra världskriget var han ansvarig för judiska angelägenheter i Vilnius i det av Tyskland ockuperade Litauen. Han fick öknamnet "Vilnius slaktare".
År 1948 dömdes han av Sovjetunionen till 25 års fängelse. I samband med det österrikiska statstraktatet 1955 frigavs han och återvände till Österrike. År 1963 ställdes han ånyo inför rätta, denna gång i Graz. Han frikändes den 19 juni 1963.